# Tere Naam
Tere Naam è un film del 2003 diretto da Satish Kaushik.